# موسه‌ی توکوگاوا
موسهٔ توکوگاوا (انگلیسی: Musei Tokugawa; ۱۳ آوریل ۱۸۹۴ – ۱ اوت ۱۹۷۱) بازیگر، raconteur اهل ژاپن بود.